# مارموت کلاه‌سیاه
مارموت کلاه‌سیاه (نام علمی: Marmota camtschatica) نام یک گونه از سرده مارموت است.